# Telestes dabar
Telestes dabar — вид коропоподібних риб роду Ялець-андруга (Telestes).

## Назва
Вид названо по типовому місцезнаходженню Дабарському полю.

## Поширення
Ендемік Боснії і Герцеговини. Поширений на сході країни на території Дабарського поля у річках Врієка та Опачиця. Населяє мілководні ділянки з чистою стоячою водою, які живляться підземними джерелами.

## Опис
Найближчі родичі — Telestes miloradi і Telestes metohiensis, також є балканськими ендеміками. Будова і генетика трьох цих видів помітно відрізняються від інших представників роду Telestes.
Тіло завдовжки до 7,9 см, з 39-41 хребцями. Верхня губа м'ясиста; нижня щелепа подовжена.